# Jiří Houška

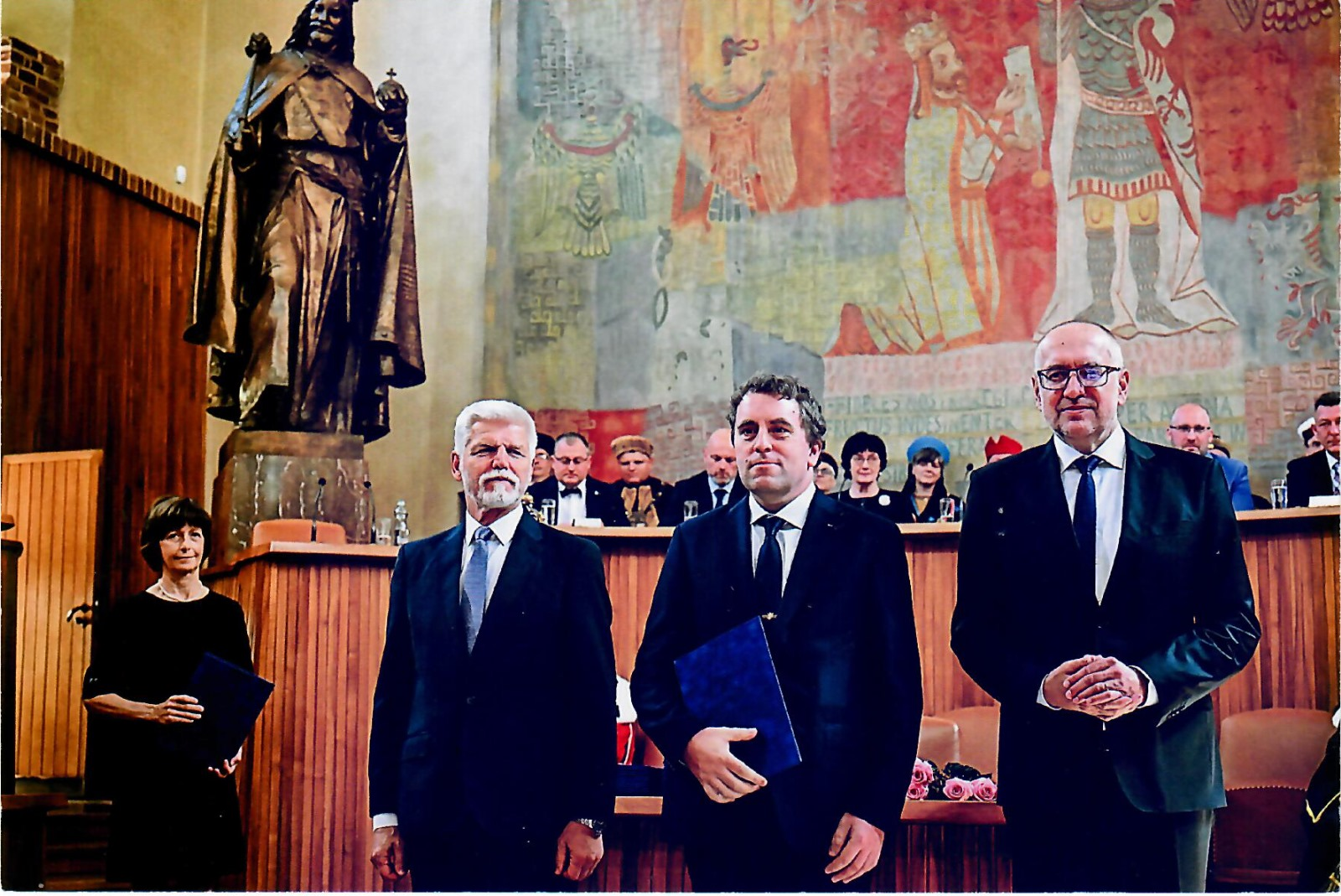
Jmenování Jiřího Houšky profesorem v roce 2024

Jiří Houška (* 13. srpna 1979 Plzeň) je český fyzik a vysokoškolský pedagog v oboru experimentálního vytváření nových materiálů s unikátními vlastnostmi a počítačové simulace struktur těchto materiálů.
Žije v Plzni, ale většinu svého života prožil ve Spáleném Poříčí. V letech 1990–1997 studoval na víceletém gymnáziu v Blovicích a na Mikulášském náměstí v Plzni. Inženýrský titul získal v roce 2002 na Fakultě aplikovaných věd Západočeské univerzity v Plzni, kde od té doby sám působí v různých akademických rolích. V roce 2007 na této univerzitě obhájil dizertační práci, v roce 2011 byl jmenován docentem. Dne 13. června 2024 byl prezidentem Petrem Pavlem jmenován profesorem. Dne 13. listopadu 2024 byl na slavnostním zasedání vědecké rady ZČU uveden do profesorského sboru univerzity.
Podílel se na výzkumu v oblasti nových tenkovrstvých materiálů, připravovaných atom po atomu, na kterých ZČU spolupracuje s vědeckými pracovišti a univerzitami po celém světě. Je odborníkem v oblasti modelování těchto materiálů na různých škálách a experimentální charakterizace jejich optických vlastností, zejména pomocí spektroskopické elipsometrie. Mezi jeho významné projekty patří vývoj termochromických povlaků založených na VO2 pro tzv. "chytrá okna", která reagují na změnu teploty.
Publikoval více než 90 vědeckých článků v zahraničních impaktovaných časopisech. V r. 2018 získal jeden z jeho výzkumných projektů cenu předsedkyně Grantové agentury ČR pro nejlépe řešený projekt v oblasti technických věd.
Mezi jeho nejvýznamnější pobyty patří působení na The University of Sydney v letech 2004 až 2005, víceleté působení na Université de Montréal mezi lety 2007 a 2009 a v letech 2011 - 2013 spolupráce s RVTH Aachen university. V roce 2010 se v německém Lindau zúčastnil 60. celosvětového setkání nositelů Nobelových cen s mladými vědci.

## Pedagogická činnost
Na Fakultě aplikovaných věd ZČU garantuje a přednáší předměty z oblasti fyziky pevných látek pro bakalářské, inženýrské i doktorské studium. Zavedl také nový předmět, zaměřený na modelování pevných látek. Vedl řadu kvalifikačních prací, z nichž některé získaly ocenění na fakultní Studentské vědecké konferenci.